# Eyach oberhalb Neuenbürg
Eyach oberhalb Neuenbürg este o arie protejată (arie specială de conservare — SAC, sit de importanță comunitară — SCI) din Germania întinsă pe o suprafață de 321,69 ha, integral pe uscat.

## Localizare
Centrul sitului Eyach oberhalb Neuenbürg este situat la coordonatele 48°47′25″N 8°31′40″E / 48.7903°N 8.5278°E.

## Înființare
Situl Eyach oberhalb Neuenbürg a fost declarat sit de importanță comunitară în ianuarie 2005 pentru a proteja 5 specii de animale. Situl a fost protejat și ca arie specială de conservare în ianuarie 2019.

## Biodiversitate
Situată în ecoregiunea continentală, aria protejată conține 9 habitate naturale: Cursuri de apă de la nivel de câmpie la nivel montan, cu vegetație Ranunculion fluitantis și Callitricho-Batrachion, Formațiuni ierboase bogate în specii de Nardus, dezvoltate pe substraturi silicioase în zone montane (și în zone submontane, în Europa continentală), Pajiști cu Molinia pe soluri calcaroase, turboase sau argilos-nămoloase (Molinion caeruleae), Liziere de ierburi înalte hidrofile de câmpie și de nivel montan până la alpin, Fânețe de joasă altitudine (Alopecurus pratensis, Sanguisorba officinalis), Pante stâncoase silicioase cu vegetație casmofită, Păduri de fag Luzulo-Fagetum, Păduri aluvionare cu Alnus glutinosa și Fraxinus excelsior (Alno-Padion, Alnion incanae, Salicion albae), Păduri acidofile de Picea de la nivel montan la nivel alpin (Vaccinio-Piceetea).
La baza desemnării sitului se află mai multe specii protejate:
- nevertebrate (4): rădașcă (Lucanus cervus), fluturele purpuriu (Lycaena dispar), phengaris nausithous (Maculinea nausithous), Maculinea teleius
- pești (1): cicar (Lampetra planeri)